# Jeremy Blackman
Jeremy Blackman (1987) è un attore, musicista e cantante statunitense.

## Biografia
Blackman si è laureato alla Columbia University nel 2009 con un B.A. in inglese.. I suoi genitori sono attori. Il padre, Ian Blackman, è apparso in The Bourne Legacy (2012).
Blackman ha recitato in vari film, come Magnolia (1999), con cui è stato candidato ad alcuni premi, dove svolge il ruolo di Stanley Spector. Altre pellicole dove ha avuto una parte sono state Crown Heights, Double Down (2001) e 0s & 1s (2011). così come in varie serie televisiva, ad esempio Law & Order, Law & Order: Criminal Intent, e Melrose Place.
È cantante di Pink Drink, una danza alternativa americana.

## Filmografia

### Cinema
- Magnolia, regia di Paul Thomas Anderson (1999)
- Zigs, regia di Mars Callahan (2001)
- 0s & 1s, regia di Eugene Kotlyarenko (2011)

### Televisione
- Melrose Place - serie TV, episodio 7x19 (1998)
- Law & Order - I due volti della giustizia (Law & Order) - serie TV, episodio 12x18 (2002)
- Crown Heights, regia di Jeremy Kagan - film TV (2004)
- Law & Order: Criminal Intent - serie TV, episodio 4x23 (2005)

## Doppiatori italiani
- Alessio Ward in Magnolia
- Davide Albano in Law & Order: Criminal Intent